# Église Sainte-Geneviève de Rosny-sous-Bois
Pour les articles homonymes, voir Église Sainte-Geneviève.
L'église Sainte-Geneviève à Rosny-sous-Bois dans le département de la Seine-Saint-Denis en région Île-de-France est une église affectée au culte catholique.
Elle est exactement située place Carnot, à l'angle de la rue du Général-Gallieni et de la rue du 4e-Zouaves.
Une légende rapporte que sainte Geneviève aurait autrefois fait cuire du pain pour les habitants du village, et l'aurait distribué à cet endroit.

## Historique

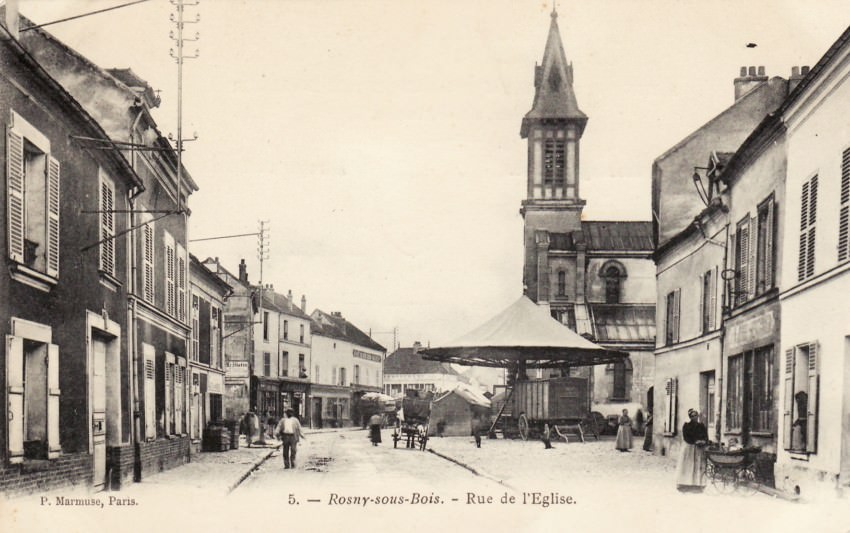
Rosny-sous-Bois: Rue du Général-Gallieni, anciennement rue de l'Église, vue de l'avenue du Général-de-Gaulle.

Une église et un cimetière se trouvaient déjà à cet endroit à l'époque mérovingienne (VIe – VIIe siècles).
En 845, la châsse de la sainte est déplacée à Marizy-Sainte-Geneviève par crainte des invasions normandes. Ces reliques auraient ensuite été apportées à Rosny en 861, selon un texte de 866 cité dans un manuscrit de 1291.
À cet emplacement, le plus haut de la ville, est donc construite une église romane aux XIe – XIIe siècles.
En 1163, le pape Alexandre III confirme la possession de cette église à l’abbaye Sainte-Geneviève de Paris. Une cloche bénie en 1671 lui est par la suite adjointe.
Elle abritait la pierre tombale de Guillaume de Montreuil. En 1793, pendant la Révolution, elle est transformée en Temple de la Raison. Les objets métalliques servant au culte furent fondus. Le 23 avril 1794, le conseil décida que la girouette du toit du temple serait supprimée.
En 1804, le décret Impérial sur les sépultures ordonna que les tombes fussent mises en dehors des territoires communaux. En 1822, le cimetière qui se trouvait au nord-est de l'église est desaffecté et remplacé par l'ancien cimetière de Rosny-Sous-Bois sur un terrain offert par le baron de Nanteuil.
L’édifice est démoli pour vétusté en 1856. La première pierre de l'église actuelle a été posée et bénie le 19 juillet 1857 par l'abbé Allary, curé de la paroisse.
L'orgue provient de l'église Saint-Jacques-du-Haut-Pas d'où il a été transféré en 1986.

## Description

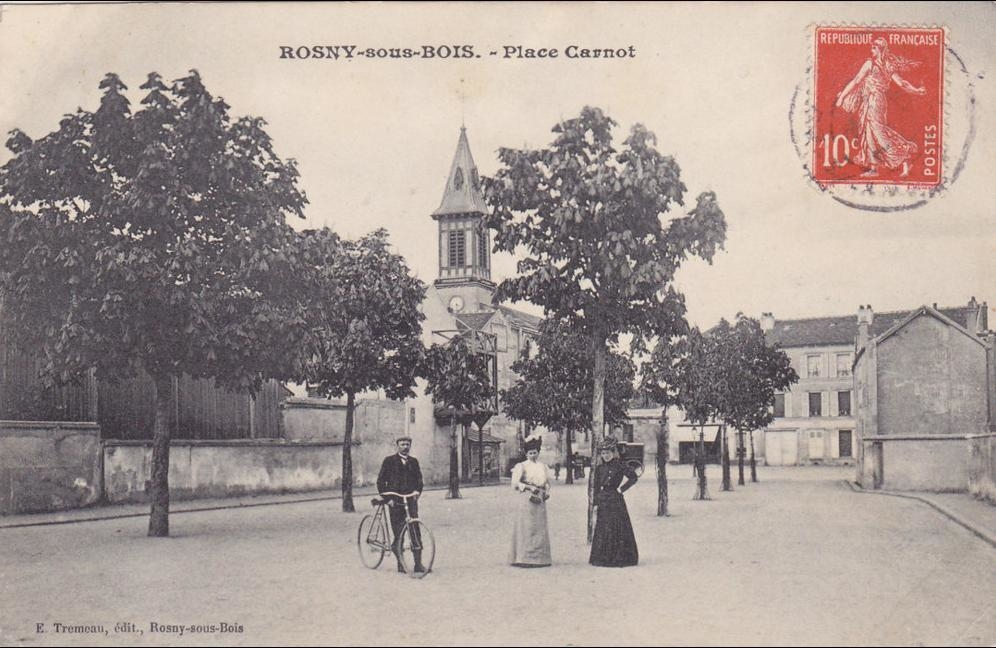
L'église, sur la place Carnot.

Lors de la reconstruction, l'apparence médiévale d'origine a été effacée. Les vitraux dans le chœur et les chapelles latérales sont l'œuvre du peintre-verrier Antoine Lusson.